# Li Shutong
Li Shutong (chinois : 李叔同 ; pinyin : lǐ shūtóng) ou Hongyifashi (chinois simplifié : 弘一法师 ; chinois traditionnel : 弘一大師 ; pinyin : hóng yīfǎ shī, retranscrit en japonais par Koichi Hoshi (弘一大師)) également surnommé, Wanqing laoren (chinois : 晚晴老人 ; pinyin : wǎnqíng lǎorén, Le Vieux Wanqing), né le 23 octobre 1880, dans l'actuelle province de Hebei, sous la dynastie Qing décédé le 13 octobre 1942, sous la République de Chine, est un maître chinois du bouddhisme de l'école dite lüzong, et également un peintre et poète.
Il est notamment connu pour son arrangement de la chanson de John P. Ordway (en) (États-Unis) de 1851 « Dreaming of Home and Mother » en chinois et japonais, connu sous le titre en mandarin de « Songbie » (送别, sòngbié, « dire adieu »)
Sa sépulture est dans le parc de la Source du tigre qui court, dans le quartier du lac de l'Ouest, à Hangzhou. "李叔同纪念馆 Le mémorial de Li Shutong" se situe à Jiaxing, sa terre ancestrale, sur la rive du "东湖 lac de l'Est" de Pinghu, couvrant une superficie de 4000 mètres carrés environ (16 亩) et une surface de plancher de 1506 mètres carrés. Le mémorial rassemble 160 reliques du maître, dont les 16 條屏 du plus grand travail de calligraphie du maître, "《佛说阿弥陀经》Le Bouddha a dit Sūtra d'Amitābha",.  